# Taça de Portugal 2017-2018
La Taça de Portugal 2017-2018 è stata la 78ª edizione del torneo. Il torneo è iniziato il 3 settembre 2017 e si è concluso il 20 maggio del 2018. Il Desp. Aves ha vinto il torneo per la prima volta nella sua storia.

## Primo turno
| 2 settembre 2017     |                 |                      |
| Vitória Horta        | 0 – 3           | Amora                |
| 3 settembre 2017     |                 |                      |
| Praiense             | 4 – 1           | Vale Formoso         |
| Sacavenense          | 2 – 0           | 1º Dezembro          |
| Torreense            | 2 – 1           | Loures               |
| Vilafranquense       | 1 – 2           | Mafra                |
| Pêro Pinheiro        | 5 – 2           | Coruchense           |
| Mosteirense          | 0 – 3           | Eléctrico            |
| Lourinhanense        | 0 – 2           | Caldas               |
| Sertanense           | 0 – 2           | Marinhense           |
| Condeixa             | 3 – 0           | Sporting Pombal      |
| Nogueirense          | 0 – 1           | Gafanha              |
| Benfica e C.B.       | 5 – 1           | Leiria e Marrazes    |
| União Leiria         | 3 – 0           | Sousense             |
| Alcains              | 1 – 2           | Águias Moradal       |
| Alta Lisboa          | 4 – 0           | Flamengos            |
| Almodôvar            | 5 – 2           | Quarteirense         |
| Lusitano             | 3 – 1           | Vasco da Gama Sines  |
| Olhanense            | 3 – 1           | Almancilense         |
| Lusitano FC          | 4 – 1           | AD Fornos Algodres   |
| Oriental Lisbona     | 1 – 2           | Lusitano VRSA        |
| Armacenenses         | 0 – 1           | Moncarapachense      |
| Ferreiras            | 2 – 5           | Moura                |
| Farense              | 7 – 1           | Estrela Vendas Novas |
| Casa Pia             | 2 – 0           | Pinhalnovense        |
| Charneca Caparica    | 0 – 2           | Operário Lisbona     |
| Olímpico do Montijo  | 3 – 0           | Lusitânia            |
| Alcanenense          | 0 – 0 (4-5 dtr) | Oleiros              |
| Fátima               | 4 – 0           | Mação                |
| Sendim               | 0 – 5           | Oliveirense          |
| Trofense             | 1 – 0           | Arões                |
| Felgueiras 1932      | 4 – 0           | Machico              |
| Câmara de Lobos      | 0 – 2           | Freamunde            |
| Fafe                 | 0 – 1 (dts)     | Amarante             |
| Vizela               | 3 – 0 (dts)     | Mondinense           |
| Pedras Rubras        | 3 – 1           | Camacha              |
| Maria da Fonte       | 1 – 1 (6-5 dtr) | Mirandela            |
| Merelinense          | 3 – 1 (dts)     | Cerveira             |
| Esposende            | 1 – 2 (dts)     | Torcatense           |
| Águia FC Vimioso     | 1 – 0           | Monção               |
| Vilaverdense         | 2 – 0           | Bragança             |
| Atlético Arcos       | 3 – 5           | Minas de Argozelo    |
| AR São Martinho      | 2 – 1 (dts)     | Vila Real            |
| Cinfães              | 2 – 2 (6-7 dtr) | Salgueiros           |
| Anadia               | 1 – 0           | Águeda               |
| Sanjoanense          | 3 – 2           | Sabugal              |
| Recreativo Canaviais | 1 – 4           | Guadalupe            |
| Figueirense          | 1 – 5           | Mortágua             |
| Tocha                | 1 – 2           | Esmoriz              |
| Ferreira de Aves     | 0 – 1           | Cesarense            |
| Espinho              | 0 – 0 (4-3 dtr) | Aliança de Gandra    |
| Sousense             | 2 – 0           | Paredes              |
| Resende              | 1 – 0           | Lamego               |
| Canelas 2010         | 3 – 2           | União Lamas          |
| Coimbrões            | 1 – 0           | Rio Tanto            |
| Régua                | 1 – 3           | Gondomar             |
| Pedras Salgadas      | 2 – 0           | Montalegre           |
| Atlético Riachense   | 0 – 2           | União Idanhense      |
| Crato                | 1 – 2           | Sintrense            |
| Louletano            | 1 – 1 (5-4 dtr) | Castrense            |
| Rabo de Peixe        | 0 – 3           | Sporting Ideal       |

## Secondo turno
| 23 settembre 2017 |                 |                      |
| Gondomar          | 0 – 1           | Santa Clara          |
| Mirandela         | 1 – 2           | Académica            |
| Sporting Ideal    | 1 – 0           | Almodôvar            |
| 24 settembre 2017 |                 |                      |
| Minas de Argozelo | 0 – 4           | Cova da Piedade      |
| Vilafranquense    | 1 – 0           | Penafiel             |
| Condeixa          | 1 – 3           | Nacional             |
| Coimbrões         | 1 – 3           | Famalicão            |
| Vila Real         | 1 – 0           | Oliveirense          |
| Amarante          | 1 – 0           | Varzim               |
| Vizela            | 2 – 1           | Covilhã              |
| Lusitano FC       | 0 – 1           | Académico de Viseu   |
| Moura             | 1 – 0           | Gil Vicente          |
| Merelinense       | 3 – 1           | Real SC              |
| Sourense          | 0 – 2 (dts)     | Leixões              |
| Sertanense        | 0 – 2           | União Madeira        |
| Sacavenense       | 0 – 1           | Arouca               |
| Águia FC Vimioso  | 2 – 3           | Vasco da Gama Sines  |
| Caldas            | 1 – 0           | Olímpico do Montijo  |
| Pedras Rubras     | 0 – 4           | Anadia               |
| União Idanhense   | 0 – 4           | AR São Martinho      |
| Torcatense        | 2 – 0           | Lusitano VRSA        |
| Felgueiras 1932   | 2 – 1           | Pedras Salgadas      |
| Cesarense         | 3 – 2           | Águias Moradal       |
| Espinho           | 1 – 0           | Moncarapachense      |
| Benfica e C.B.    | 0 – 2           | União Leiria         |
| Trofense          | 0 – 1           | Sintrense            |
| Freamunde         | 4 – 2           | Maria da Fonte       |
| Guadalupe         | 2 – 3           | Operário Lisbona     |
| Sanjoanense       | 3 – 0           | Crato                |
| Canelas 2010      | 3 – 0           | Resende              |
| Pinhalnovense     | 4 – 0           | Leiria e Marrazes    |
| Fátima            | 4 – 2 (dts)     | Eléctrico            |
| Casa Pia          | 5 – 0           | Recreativo Canaviais |
| Mortágua          | 0 – 2           | Torreense            |
| Lusitano          | 4 – 1           | Pêro Pinheiro        |
| Oleiros           | 3 – 0           | Sousense             |
| Lourinhanense     | 2 – 3           | Gafanha              |
| Olhanense         | 4 – 1           | Lamego               |
| Amora             | 2 – 3           | Farense              |
| Alta Lisboa       | 3 – 2           | Salgueiros           |
| Coruchense        | 5 – 2           | Mondinense           |
| Oliveirense       | 2 – 1           | Mafra                |
| Bragança          | 1 – 1 (4-5 dtr) | Alcains              |
| Praiense          | 2 – 0           | Louletano            |
| Marinhense        | 0 – 1           | Oriental Lisbona     |
| Esmoriz           | 0 – 1           | Vilaverdense         |

## Terzo turno
| 12 ottobre 2017     |                 |                   |
| ARC Oleiros         | 2 – 4           | Sporting Lisbona  |
| 13 ottobre 2017     |                 |                   |
| Lusitano            | 0 – 6           | Porto             |
| 14 ottobre 2017     |                 |                   |
| Vasco da Gama Sines | 1 – 6           | Vitória Guimarães |
| Torcatense          | 0 – 1           | Marítimo          |
| Cova da Piedade     | 1 – 1 (5-4 dtr) | Anadia            |
| Académico de Viseu  | 0 – 0 (3-4 dtr) | Feirense          |
| AR São Martinho     | 2 – 3           | Braga             |
| Olhanense           | 0 – 1           | Benfica           |
| 15 ottobre 2017     |                 |                   |
| Operário Lisbona    | 2 – 4           | Felgueiras 1932   |
| Vilaverdense        | 1 – 0           | Boavista          |
| Moura               | 0 – 0 (6-7 dtr) | Portimonense      |
| Farense             | 1 – 0           | Estoril Praia     |
| Vila Real           | 0 – 1           | Desp. Aves        |
| Santa Clara         | 2 – 1           | Belenenses        |
| Canelas 2010        | 1 – 3           | Moreirense        |
| Fátima              | 0 – 3           | Chaves            |
| Leixões             | 3 – 2 (dts)     | Tondela           |
| Pinhalnovense       | 1 – 2 (dts)     | Vitória Setúbal   |
| Sanjoanense         | 0 – 4           | Rio Ave           |
| União Madeira       | 3 – 2           | Oriental Lisbona  |
| Vilafranquense      | 2 – 1 (dts)     | Casa Pia          |
| Alta Lisboa         | 0 – 2           | Famalicão         |
| Praiense            | 4 – 1           | Alcains           |
| Gafanha             | 0 – 0 (3-4 dtr) | Freamunde         |
| Arouca              | 3 – 0           | Coruchense        |
| AD Oliveirense      | 0 – 0 (5-4 dtr) | Torreense         |
| União Leiria        | 2 – 0           | Espinho           |
| Cesarense           | 1 – 2           | Caldas            |
| Vizela              | 3 – 1           | Sintrense         |
| Nacional            | 4 – 2           | Merelinense       |
| Amarante            | 1 – 1 (4-5 dtr) | Sporting Ideal    |
| Académica           | 2 – 1 (dts)     | Paços Ferreira    |

## Quarto turno
| 16 novembre 2017  |                 |                 |
| Sporting Lisbona  | 2 – 0           | Famalicão       |
| 17 novembre 2017  |                 |                 |
| Porto             | 3 – 2           | Portimonense    |
| 18 novembre 2017  |                 |                 |
| Benfica           | 2 – 0           | Vitória Setúbal |
| Rio Ave           | 1 – 0           | Braga           |
| 19 novembre 2017  |                 |                 |
| Oliveirense       | 2 – 3 (dts)     | Marítimo        |
| União Leiria      | 0 – 3           | Desp. Aves      |
| Académica         | 1 – 0           | Nacional        |
| União Madeira     | 4 – 2           | Freamunde       |
| Vizela            | 2 – 2 (2-4 dtr) | Vilaverdense    |
| Caldas            | 1 – 1 (3-1 dtr) | Arouca          |
| Farense           | 2 – 1           | Leixões         |
| Moreirense        | 5 – 2           | Felgueiras 1932 |
| Santa Clara       | 2 – 0           | Chaves          |
| Sporting Ideal    | 1 – 4           | Cova da Piedade |
| Praiense          | 3 – 2 (dts)     | Vilafranquense  |
| Vitória Guimarães | 2 – 1           | Feirense        |

## Ottavi di finale
| 6 dicembre 2017  |                 |                   |
| Marítimo         | 0 – 0 (2-4 dtr) | Cova da Piedade   |
| 13 dicembre 2017 |                 |                   |
| União Madeira    | 1 – 5           | Desp. Aves        |
| Moreirense       | 2 – 2 (6-5 dtr) | Santa Clara       |
| Praiense         | 0 – 1           | Farense           |
| Sporting Lisbona | 4 – 0           | Vilaverdense      |
| Rio Ave          | 3 – 2 (dts)     | Benfica           |
| 14 dicembre 2017 |                 |                   |
| Porto            | 4 – 0           | Vitória Guimarães |
| 30 dicembre 2017 |                 |                   |
| Caldas           | 1 – 1 (4-2 dtr) | Académica         |

## Quarti di finale
| 10 gennaio 2018 |                 |                  |
| Caldas          | 3 – 2 (dts)     | Farense          |
| Rio Ave         | 4 – 4 (4-5 dtr) | Desp. Aves       |
| Cova da Piedade | 1 – 2           | Sporting Lisbona |
| 11 gennaio 2018 |                 |                  |
| Moreirense      | 1 – 2           | Porto            |

## Semifinali
| Squadra 1                         | Totale          | Squadra 2        | Andata | Ritorno     |
| --------------------------------- | --------------- | ---------------- | ------ | ----------- |
| 7 febbraio 2018 / 18 aprile 2018  |                 |                  |        |             |
| Porto                             | 1 – 1 (4-5 dtr) | Sporting Lisbona | 1 – 0  | 0 – 1       |
| 28 febbraio 2018 / 18 aprile 2018 |                 |                  |        |             |
| Desp. Aves                        | 3 – 1           | Caldas           | 1 – 0  | 2 – 1 (dts) |

## Finale
| Arbitro: | Martins T. |

|                 |           |             |
| Guedes 16’, 72’ | Marcatori | 86’ Montero |

| Desportivo Aves | Sporting |

### Formazioni
| Desp. Aves      |    |                  |     |     |
|                 |    |                  |     |     |
| P               | 1  | Quim ()          |     |     |
| D               | 2  | Rodrigo          |     |     |
| D               | 26 | Carlos Ponck     | 60’ |     |
| D               | 44 | Diego Galo       |     |     |
| D               | 21 | Nélson Lenho     |     |     |
| C               | 15 | Fernando Tissone |     |     |
| C               | 19 | Bruno Braga      |     | 71’ |
| C               | 30 | Vítor Gomes      | 69’ |     |
| C               | 23 | Amilton Silva    | 43’ | 75’ |
| A               | 7  | Alexandre Guedes |     |     |
| A               | 16 | Nildo Petrolina  | 90’ | 90’ |
| A disposizione: |    |                  |     |     |
| P               | 83 | Adriano Facchini |     |     |
| D               | 46 | Jorge Fellipe    |     | 90’ |
| D               | 29 | Claudio Falcão   |     | 71’ |
| C               | 11 | Luis Fariña      |     |     |
| C               | 50 | Mama Baldé       |     | 75’ |
| A               | 73 | Hamdou Elhouni   |     |     |
| A               | 33 | Derley           |     |     |
| Allenatore:     |    |                  |     |     |
| José Mota       |    |                  |     |     |

| Sporting Lisbona |    |                   |     |     |
|                  |    |                   |     |     |
| P                | 1  | Rui Patrício ()   |     |     |
| D                | 13 | Stefan Ristovski  |     |     |
| D                | 4  | Sebastián Coates  |     |     |
| D                | 22 | Jérémy Mathieu    |     |     |
| D                | 5  | Fábio Coentrão    |     | 63’ |
| C                | 14 | William Carvalho  |     | 46’ |
| C                | 8  | Bruno Fernandes   |     |     |
| C                | 16 | Rodrigo Battaglia |     |     |
| C                | 77 | Gelson Martins    |     |     |
| A                | 28 | Bas Dost          |     |     |
| A                | 9  | Marcos Acuña      | 82’ |     |
| A disposizione:  |    |                   |     |     |
| P                | 18 | Romain Salin      |     |     |
| D                | 15 | Lumor Agbenyenu   |     |     |
| D                | 25 | Radosav Petrović  |     |     |
| C                | 27 | Josip Mišić       |     | 63’ |
| A                | 37 | Wendel            |     |     |
| A                | 7  | Rúben Ribeiro     |     |     |
| A                | 40 | Fredy Montero     |     | 46’ |
| Allenatore:      |    |                   |     |     |
| Jorge Jesus      |    |                   |     |     |